# Koło
Koło (németül, illetve 1939-1945 között: Wartbrücken vagy Warthbrücken) város és kistérség Lengyelországban. 1975-1998 között közigazgatásilag konin vajdaságba tartozott.
2004. június 30-i adat szerint a lakossága 23 334 fő.

## Történelem
A város első említése a 13. századból való. 1362-ben Colo néven szerepelt, városi jogot kapott, azonban nem volt városfala.
1410-ben a Nagylengyel lovagok és a Német Lovagrend tagjai itt ütköztek meg. 1452-ben itt találkozott IV. Kázmér a poroszok képviselőjével.
17. században többször lerombolták. Először 1622-ben a Lisowczyk hadsereg, majd a svéd király katonái 1655-ben. A század végén a települést Kalisz Vajdasághoz csatolták.
1793-ban Poroszország szerezte meg, majd 1807-ben a Varsói Hercegség része lett.
1945. január 20-án a szovjet Vörös Hadsereg kemény harc során bevette a várost.

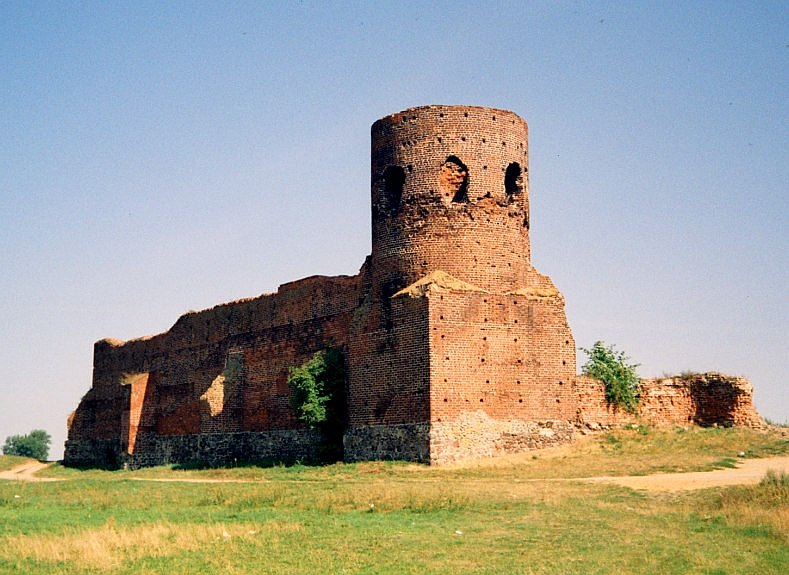
Királyi vár

## Testvértelepülések

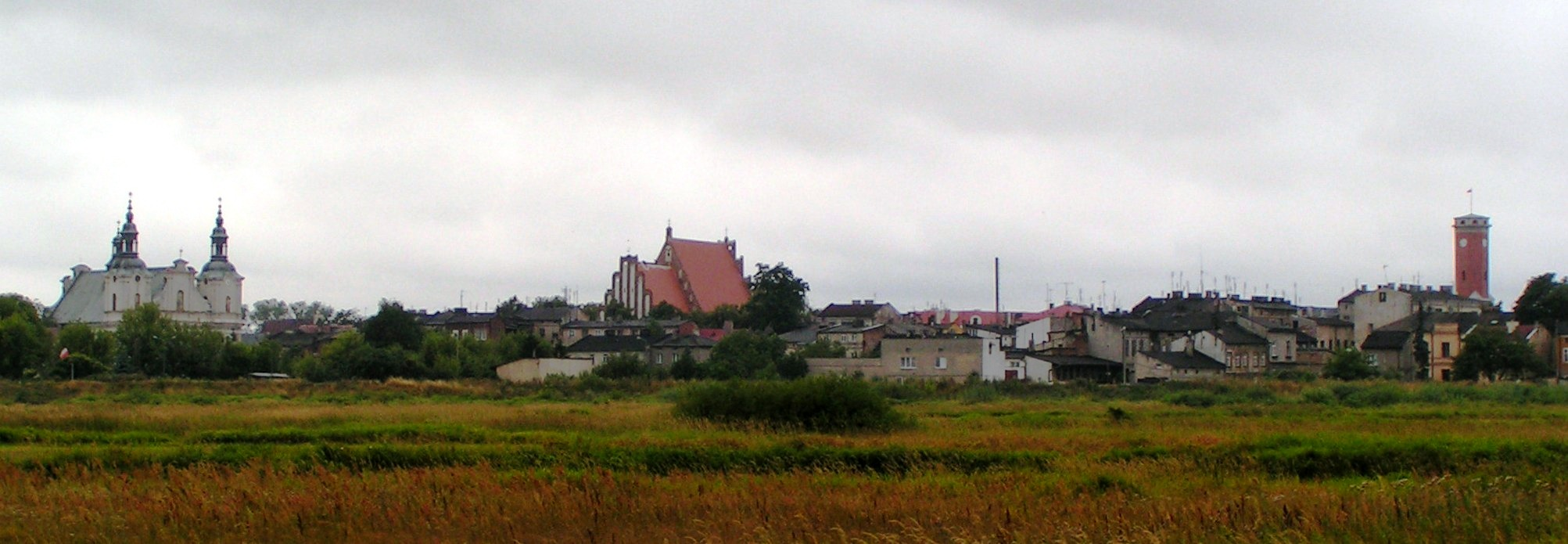
Az óváros (Stare Miasto)

- Reinbek Németország
- Ladizsin Ukrajna

1. ↑  https://bdl.stat.gov.pl/api/v1/data/localities/by-unit/023015809011-0949052?var-id=1639616&format=jsonapi. (Hozzáférés: 2022. október 6.)